# Záviš Kalandra

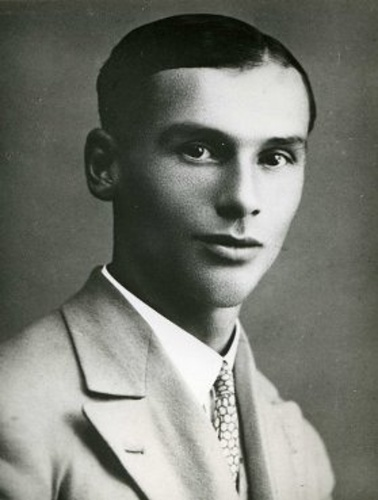
Záviš Kalandra przed rokiem 1928

Záviš Kalandra (ur. 10 listopada 1902 w Frenštácie pod Radhoštěm, zm. 27 czerwca 1950 w Pradze) – czeski publicysta, historyk i teoretyk literatury, ofiara stalinowskiego terroru.

## Edukacja
Był jednym z czwórki dzieci Břetislava Kalandry i Eleonory (z d. Fišer). W 1921 zdał maturę w gimnazjum w Valašské Meziříčí i podjął studia z zakresu filologii klasycznej i filozofii na Uniwersytecie Karola w Pradze. Studia kontynuował w latach 1928–1930 w Berlinie.

## Działalność polityczna
W czasie studiów działał w komunistycznej organizacji studenckiej Kostufra. W 1923 wstąpił do Komunistycznej Partii Czechosłowacji i zaczął pisać artykuły do prasy komunistycznej. Pełnił funkcję redaktora naczelnego pisma Rudý večerník, a następnie stanął na czele czasopisma Rudé právo. W latach 30. współpracował ze środowiskiem praskich surrealistów. W sierpniu 1936 wspólnie z J. Guttmannem, z którym w przeszłości współpracował w Rudym pravie wydał broszurę Odhalené tajemství moskevského procesu, w której skrytykował politykę Józefa Stalina. Oskarżony o trockizm został wyrzucony z partii komunistycznej. Podjął pracę w redakcji pisma Světozor, a następnie przeszedł do wydawnictwa Mazač, w którym redagował Encyklopedie aktualit. Pod koniec lat 30. próbował tworzyć alternatywne wobec stalinowskiego kierownictwa KPCz środowisko lewicowe, skupione wokół pism Proletář i Proletářske noviny.

## Ofiara represji
W 1939 aresztowany przez Gestapo i osadzony w obozie koncentracyjnym Ravensbrück, skąd trafił do Sachsenhausen. Uwolniony w 1945 powrócił do kraju. Zrezygnował z działalności politycznej i poświęcił się pisaniu. W 1948 wydał (pod pseudonimem Juraj Pokorný) pracę Zvon Slobody, poświęcone wydarzeniom na Słowacji w okresie Wiosny Ludów. W 1949 został ujęty przez komunistyczną Służbę Bezpieczeństwa i oskarżony o propagowanie poglądów trockistowskich i próbę obalenia reżimu komunistycznego w Czechosłowacji. 8 czerwca 1950 został skazany na karę śmierci (wraz z Miladą Horákovą, Janem Buchalem i Oldřichem Peclem). Stracony przez powieszenie 27 czerwca 1950 w praskim więzieniu Pankrác. Zrehabilitowany w 1990.

## Odznaczenia
- Order Tomáša Garrigue Masaryka I Klasy – CSRF, 1991, pośmiertnie[1][2]